# BEYOOOOOND1St
『BEYOOOOOND₁St』（ビヨーンズファースト）は、BEYOOOOONDSの1枚目のオリジナルアルバム。2019年11月27日にアップフロントワークス（zetimaレーベル）から発売された。

## 概要
- Blu-ray付属の初回生産限定盤A、特典CD付属の初回生産限定盤Bと通常盤の3形態で発売。
- 初回生産限定盤Aには、メジャーデビューシングル「眼鏡の男の子/ニッポンノD・N・A!/Go Waist」や初音源化楽曲「アツイ!」のMV、およびBEYOOOOONDSのデビュー前からのドキュメント映像をそれぞれ収録したBlu-ray、ならびに特製BEYOOOOONDSデザイン3D眼鏡を封入。
- 初回生産限定盤Bには、「眼鏡の男の子」の世界で繰り広げられるスペシャルドラマ『眼鏡の男の子〜いってらっしゃい南アフリカ編〜』を収録したCDと特製ビヨ〜ンとのびる蛇腹ブックレットを封入。スペシャルドラマCDにはゲストとしてDJ KOO、宮崎由加（元Juice=Juice）が参加しており、ドラマの脚本・演出は野沢トオルが担当している。

## 収録曲

### CD
1. OOOOOVERTURE
  - 作曲・編曲：加藤裕介
2. アツイ!
  - 作詞・作曲：星部ショウ / 編曲：朝井泰生

MVは、Foorinの「パプリカ」のMVを手掛けたことなどで知られる渡邉直が監督を務めており、「パプリカ」と同じ制作チームによって作られている。主に1980年代から1990年代のハードロック・ヘヴィメタルの楽曲を中心に、様々なMVのオマージュが盛り込まれている[4]。
3. ニッポンノD・N・A!
  - 作詞：野沢トオル / 作曲・編曲：星部ショウ
4. 高輪ゲートウェイ駅ができる頃には / CHICA#TETSU
  - 作詞・作曲：星部ショウ / 編曲：清水信之
5. We Need a Name! / 平井美葉・小林萌花・里吉うたの
  - 作詞・作曲：星部ショウ / 編曲：前嶋康明
6. そこらのやつとは同じにされたくない / 雨ノ森 川海
  - 作詞：福田花音 / 作曲：大森靖子 / 編曲：浜田ピエール裕介
7. きのこたけのこ大戦記
  - 作詞・作曲：前山田健一 / 編曲：前山田健一・徳田光希
8. 小夜曲“眼鏡の男の子”
  - 作曲：星部ショウ / 編曲：加藤裕介
9. 眼鏡の男の子
  - 作詞・作曲：星部ショウ / 編曲：大久保薫
10. 恋のおスウィング
  - 作詞：児玉雨子 / 作曲：星部ショウ / 編曲：梅口敦史

「眼鏡の男の子」のスピンオフ。島倉りか・岡村美波扮するお嬢様風な女子高生が主人公。
11. 文化祭実行委員長の恋
  - 作詞・作曲：星部ショウ / 編曲：板垣祐介

「眼鏡の男の子」のスピンオフ。前田こころ扮する眼鏡の男の子、清野桃々姫扮するストーリーテラーに焦点が当てられている。
12. 元年バンジージャンプ
  - 作詞・作曲・編曲：星部ショウ

間奏の台詞は「眼鏡の男の子」の内容から繋がっている。2020年以降、一部歌詞を変更して披露されることもある（例：「新年バンジージャンプ」）[5]。
13. 恋愛奉行
  - 作詞：三浦徳子 / 作曲：星部ショウ / 編曲：大久保薫
14. GIRL ZONE / 雨ノ森 川海
  - 作詞・作曲：大森靖子 / 編曲：大久保薫
15. 都営大江戸線の六本木駅で抱きしめて / CHICA#TETSU
  - 作詞・作曲：星部ショウ / 編曲：清水信之
16. Go Waist
  - 作詞：Henri Belolo, Victor Edward Willis / 日本語詞：児玉雨子 / 作曲：Jacques Morali / 編曲：大久保薫
17. 伸びしろ〜Beyond the World〜
  - 作詞・作曲：星部ショウ / 編曲：鈴木俊介

### 初回生産限定盤A付属Blu-ray
1. BEYOOOOONDS Document Movie
  1. まさかのBEYOOOOOND₁St
  2. BEYOOOOONDSのはじまり
  3. 3＋6
  4. 3＋6＋3
  5. 念願のメジャーデビュー! 
  6. 2019年もアツイ!!!!!
2. アツイ! (Music Video)
3. アツイ! (Dance Shot Ver.)
4. 眼鏡の男の子 (Music Video)
5. 眼鏡の男の子 (Dance Shot Ver.)
6. 眼鏡の男の子 (Panic Train Ver.)
7. 眼鏡の男の子 (Panic Train Dance Shot Ver.)
8. ニッポンノD・N・A! (Music Video)
9. ニッポンノD・N・A! (Dance Shot Ver.)
10. ニッポンノD・N・A! (Close-up Ver.)
11. Go Waist (Music Video)
12. Go Waist (Dance Shot Ver.)
13. Go Waist (Close-up Ver.)

### 初回生産限定盤B付属CD
スペシャルドラマCD 眼鏡の男の子〜いってらっしゃい南アフリカ編〜
1. 一場-プロローグ [1:08]
2. 二場-ファミレス [6:47]
3. 三場-としまえん [2:31]
4. 四場-ファミレス [0:58]
5. 五場-ダンス専門学校 [6:35]
6. 六場-ファミレス [0:15]
7. 七場-としまえん回想 [1:22]
8. 八場-夢ヶ丘駅ホーム [4:08]
9. 九場-巣鴨とげぬき地蔵通り [2:45]
10. 十場-夢ヶ丘駅ホーム [0:22]
11. 十一場-ファミレス [0:58]
12. 十二場-ショットシーン [1:23]
13. 十三場-喫茶店ロダン [7:52]

## クレジット
[ ]は演奏時間
| OOOOOVERTURE [1:18] - Programming：加藤裕介 - Chorus：CHINO, 塩原奈美子, 星部ショウ, 山尾正人 アツイ! [4:29] - Guitar & Programming：朝井泰生 - Drum Programming：宮永治郎 - Bass：長野典二 - Piano Arrangement：安齋孝秋 - Chorus：星部ショウ, 山尾正人 - Piano：小林萌花 (BEYOOOOONDS) ニッポンノD・N・A! [4:13] - Programming：星部ショウ - Additional Programming：橋本慎 - Guitar：朝井泰生 - Chorus：塩原奈美子 - Voice：野沢トオル, 星部ショウ, 伊藤佳徳, 山尾正人 高輪ゲートウェイ駅ができる頃には [4:35] - Guitar, Bass & Programming：清水信之 - Chorus：塩原奈美子, たいせい We Need a Name! [3:56] - Keyboard & Programming：前嶋康明 - Guitar：朝井泰生 - Trumpet：小澤敦士 - Trombone：高井天音 - Alto, Tenor & Baritone Sax：竹上良成 - Strings：吉木絵里子, さとうももこ - Chorus：塩原奈美子, 星部ショウ - Piano：小林萌花 (BEYOOOOONDS) そこらのやつとは同じにされたくない [3:47] - Guitar & Programming：浜田ピエール裕介 きのこたけのこ大戦記 [6:10] - Programming & Chorus：徳田光希 - Guitar：川淵龍成 - Chorus：塩原奈美子 - Piano：小林萌花 (BEYOOOOONDS) | 小夜曲“眼鏡の男の子” [1:29] - Piano：小林萌花 (BEYOOOOONDS) 眼鏡の男の子 [4:49] - Keyboard & Programming：大久保薫 - Chorus：塩原奈美子 - Human Beat Box：すらぷるため, 清野桃々姫 (BEYOOOOONDS) 恋のおスウィング [4:05] - Programming：梅口敦史 - Piano：木原健太郎 - Trumpet：小澤敦士 - Trombone：高井天音 - Alto, Tenor & Baritone Sax, Flute, Clarinet：竹上良成 - Chorus：塩原奈美子, 星部ショウ 文化祭実行委員長の恋 [5:28] - Guitar, Bass & Programming：板垣祐介 - Chorus：山尾正人 元年バンジージャンプ [4:21] - Programming & Chorus：星部ショウ - Bass：笹本安詞 - Guitar：菊谷知樹 - Percussion：飯田ヒロシ - Chorus：塩原奈美子 恋愛奉行 [4:17] - Keyboard & Programming：大久保薫 GIRL ZONE [4:33] - Keyboard & Programming：大久保薫 都営大江戸線の六本木駅で抱きしめて [3:49] - Keyboard & Programming：清水信之 - Chorus：塩原奈美子 Go Waist [4:21] - Keyboard & Programming：大久保薫 - Chorus：BEYOOOOONDS, 野沢トオル, 星部ショウ, 山尾正人 - Piano：小林萌花 (BEYOOOOONDS) ©Scorpio Music Permissiongranted by FUJIPACIFIC MUSIC INC. 伸びしろ〜Beyond the World〜 [5:55] - Guitar & Programming：鈴木俊介 - Drums：高尾俊行 - Bass：スティング宮本 - Piano：五十嵐宏治 - Chorus：CHINO, 塩原奈美子, 星部ショウ, 山尾正人 |

## リリース日一覧
| 地域 | リリース日     | レーベル | 規格                                    | カタログ番号                     |
| ---- | -------------- | -------- | --------------------------------------- | -------------------------------- |
| 日本 | 2019年11月27日 | zetima   | CDアルバム+Blu-ray                      | EPCE-7543〜44（初回生産限定盤A） |
| 日本 | 2019年11月27日 | zetima   | CDアルバム+CD                           | EPCE-7545〜46（初回生産限定盤B） |
| 日本 | 2019年11月27日 | zetima   | CDアルバム                              | EPCE-7547（通常盤）              |
| 日本 | 2019年11月27日 | zetima   | ダウンロード (AAC-LC)                   |                                  |
| 日本 | 2019年11月27日 | zetima   | ハイレゾダウンロード (FLAC 96kHz/24bit) |                                  |